# Muthärvan i Göteborg
Muthärvan i Göteborg är ett antal misstänkta fall av korruption där tjänstemän vid Göteborgs kommun och Göteborgs Energi misstänkts för att ha skaffat sig fördelar från ett antal entreprenörer.

## Bakgrund
Uppdrag Granskning gjorde 2010 ett reportage om härvan, som belönades med Guldspaden. Därefter har flera massmedier, bland andra Sveriges Television, Göteborgsposten och Göteborgs-Tidningen granskat affärerna i flera artiklar.
Härvan har lett till att riksenheten mot korruption väckt ett tiotal åtal för grovt bedrägeri, mutbrott och bestickning.
Göteborgs kommun reagerade genom att skapa en visselblåsarefunktion, som trädde i kraft 15 september 2011. Kommunen tillsatte också en oberoende granskningskommission, bestående av professorerna Erik Amnå (ordförande), Lena Marcusson och Barbara Czarniawska, som i juni 2013 presenterade sin rapport Tillitens gränser. I den framfördes svidande kritik mot politiker och tjänstemän i Göteborgs kommun, och kommissionen konstaterade att många av dem hade suttit på dubbla stolar och haft som uppgift att kontrollera sig själva. Kommissionen kopplade också oegentligheterna till den så kallade "Göteborgsandan".

## Göteborgsandan
I samband med muthärvan diskuterades den så kallad Göteborgsandan som en bidragande anledning. Denna samförståndskultur innebar bland annat att politiker och tjänstemän agerade vid sidan av uppgjorda regler för den offentliga sektorn och politiska organ i syfte att uppnå vissa mål och att utveckla staden. När målen ansågs viktiga så ignorerades de normala offentliga kontrollfunktionerna, och lokala makthavare inom politik och näringsliv som var bekanta med varandra gjorde i samförstånd upp om stora affärer, infrastruktursatsningar och idrottsevenemang. Samtidigt åsidosattes regler för offentlig upphandling. Resultatet blev i värsta fall korruption och i bästa fall en kultur där ändamålet helgade medlen.

## Rättsligt efterspel
Ett flertal av de oegentligheter som Uppdrag Granskning synliggjorde var redan preskriberade, och kommer därför aldrig att leda till åtal.
Exempel på fällande domar är:
- Stefan Allbäck dömdes av Göteborgs tingsrätt den 18 oktober 2013 till villkorlig dom och 80 dagsböter på sammanlagt 32 000 kronor, samt en företagsbot på 100 000 kr.[7]

## Sammanfattning av "Tillitens gränser"[2]
Nedan återges sammanfattningen ur granskningsrapporten "Tillitens gränser":
| ” | Under tiden februari 2012 – juni 2013 har granskningskommissionen intervjuat ett fyrtiotal ledare inom politik, förvaltningar och bolag, gjort en enkätundersökning bland 40 000 medarbetare och förtroendevalda, analyserat dokument och medier, tagit del av rätts- och samhällsvetenskaplig forskning samt besökt andra kommuner. Våra analyser tyder på att Göteborgs Stads förvaltningar och bolag uppvisade drag som alls inte direkt men väl indirekt bidrog till att man kom att underskatta riskerna för oegentligheter. Det handlade närmare bestämt om en kombination av ett antal samverkande organisatoriska, rättsliga och politiska svagheter där medierna regisserade avslöjandena inför en oförberedd, häpen och lamslagen politisk och administrativ ledning. Det fanns, och finns, en institutionaliserad, historiskt omhuldad göteborgsanda – och en bild av denna anda – där gränsöverskridande samarbete, pragmatisk handlingskraft och synbara resultat står i centrum. Den kom att dominera. Värden som professionell självständighet, formalia, insyn och opartiskhet hamnade delvis i skymundan. Även ett kraftfullt politiskt ledarskap vred uppmärksamheten åt annat håll. Koncentrationen av makt skapade en ängslig anpasslighet som höll tillbaka professionell mångfald, civilkurage och öppenhet, ibland även politisk opposition. Decentraliseringen ut till fackförvaltningar och 130 bolag skedde inom ramen för en relativt svag intern styrning, uppföljning och kontroll, viss slutenhet i rekryteringen av tjänstemän, politiker på dubbla stolar med oklara mandat, brister i synen på bisysslor samt en otydlig juristfunktion. Man försökte leva efter de anti-byråkratiska idéerna i New Public Management men tog den inbäddning av förtroende och tillit som endast kan skapas av institutioner som bygger på rättssäkerhet, regelstyrning och oberoende sakkunskap för given. Kritik, förslag och rekommendationer från stadsrevisionen fick ringa politiskt genomslag. Vad vi mött är en stad som i vissa delar anammade marknadens föreställningssätt, spelade ned rättsstatens betydelse, undergrävde professionella yrkesgruppers betydelse och försvårade medborgerligt inflytande och dito kontroll. I den enkät vi genomförde i februari och mars 2013 svarade nästan varannan medarbetare och förtroendevald att det som framkommit bara är toppen på ett isberg – enligt dem var ”muthärvan” inget journalistiskt påhitt. Man tror att de som anmäler och larmar verkligen vill att saker och ring ska gå rätt till, även om det också finns okunskap och en rädsla för mobbing och utfrysning som verkar i motsatt riktning. Alla förvaltningar och bolag har medarbetare som säger att de åtminstone en gång själva erbjudits muta. Totalt rör det sig om åtta procent i stadens bolag och sju procent i förvaltningarna, men variationerna mellan förvaltningar och bolag är stora. Korruptionsförebyggande arbete kan alltså inte isoleras till någon bestämd organisatorisk form eller typ av verksamhet utan måste ske brett. Mot denna bakgrund och med stöd i flera av medarbetarnas egna förslag lämnar vi tio rekommendationer för att minska risken för korruption, tillvarata andras erfarenheter och återskapa förtroendet för det demokratiska systemet: (1) Skapa tydliga men få gemensamma styrdokument (2) Ledningen ska visa vad en god och opartisk förvaltning innebär (3) Förtydliga politikernas och tjänstemännens roller (4) Rekrytera chefer och andra tjänstemän utifrån meriter (5) Skapa utbildningar och arbetsförutsättningar för professionalitet (6) Skapa rutiner för anmälan av bisysslor (7) Utpeka en tydlig mottagare av interna anmälningar (8) Professionalisera den kommunala revisionen (9) Utveckla former för en dialog med medborgarna (10) Inrätta Göteborgs Stads gästprofessur för forskning om den demokratiska rättsstaten. | „ |